# Spelthorne (circonscription du Parlement britannique)
Pour les articles homonymes, voir Spelthorne.
Circonscription parlementaire de la Chambre des communes
La circonscription de Spelthorne est une circonscription parlementaire britannique située dans le Surrey. Elle correspond au borough de Spelthorne.
Elle est créée en 1918, à partir de la circonscription d'Uxbridge, et relevait du comté de Middlesex jusqu'à sa disparition en 1965.
Depuis 2024, elle est représentée à la Chambre des communes du Parlement britannique par Lincoln Jopp , du Parti conservateur.

## Members of Parliament
| Élection | Élection | Membre                                         | Membre                                         | Parti                                          |
| -------- | -------- | ---------------------------------------------- | ---------------------------------------------- | ---------------------------------------------- |
|          | 1918     | Sir Philip Pilditch                            |                                                | Coalition Conservateur                         |
|          | 1922     | Sir Philip Pilditch                            | Conservateur                                   |                                                |
|          | 1931     | Reginald Blaker                                |                                                | Conservateur                                   |
| 1945     | 1945     | Perte importante de territoire à l'est         | Perte importante de territoire à l'est         | Perte importante de territoire à l'est         |
|          | 1945     | George Pargiter                                |                                                | Travailliste                                   |
| 1950     | 1950     | Perte mineure de territoire dans le nord-ouest | Perte mineure de territoire dans le nord-ouest | Perte mineure de territoire dans le nord-ouest |
|          | 1950     | Beresford Craddock                             |                                                | Conservateur                                   |
|          | 1970     | Humphrey Atkins                                |                                                | Conservateur                                   |
|          | 1987     | David Wilshire                                 |                                                | Conservateur                                   |
|          | 2010     | Kwasi Kwarteng                                 |                                                | Conservateur                                   |
|          | 2024     | Lincoln Jopp                                   |                                                | Conservateur                                   |

## Élections

### Élections dans les années 2010
| Parti         | Parti                | Candidat             | Voix   | %    | ±     |
| ------------- | -------------------- | -------------------- | ------ | ---- | ----- |
|               | Conservateur         | Kwasi Kwarteng       | 29,141 | 58,9 | +1.6  |
|               | Travailliste         | Pavitar Mann         | 10,748 | 21,7 | -8.8  |
|               | Libéral Démocrate    | David Campanale      | 7,499  | 15,1 | +9.6  |
|               | Green                | Paul Jacobs          | 2,122  | 4,3  | +2.1  |
| Majorité      | Majorité             | Majorité             | 18,393 | 37,2 | +10.4 |
| Participation | Participation        | Participation        | 49,783 | 69,8 | +0.8  |
|               | Conservateur retenir | Conservateur retenir | Swing  | 5.2  |       |

| Parti         | Parti                | Candidat             | Voix   | %    | ±     |
| ------------- | -------------------- | -------------------- | ------ | ---- | ----- |
|               | Conservateur         | Kwasi Kwarteng       | 28,692 | 57,3 | +7.6  |
|               | Travailliste         | Rebecca Geach        | 15,267 | 30,5 | +11.9 |
|               | Libéral Démocrate    | Rosie Shimell        | 2,755  | 5,5  | -0.9  |
|               | UKIP                 | Redvers Cunningham   | 2,296  | 4,6  | -16.3 |
|               | Green                | Paul Jacobs          | 1,105  | 2,2  | -1.3  |
| Majorité      | Majorité             | Majorité             | 13,425 | 26,8 | -2.0  |
| Participation | Participation        | Participation        | 50,221 | 69,0 | +0.1  |
|               | Conservateur retenir | Conservateur retenir | Swing  | 2.1  |       |

| Parti         | Parti                | Candidat             | Voix   | %    | ±     |
| ------------- | -------------------- | -------------------- | ------ | ---- | ----- |
|               | Conservateur         | Kwasi Kwarteng       | 24,386 | 49,7 | +2.6  |
|               | UKIP                 | Redvers Cunningham   | 10,234 | 20,9 | +12.4 |
|               | Travailliste         | Rebecca Geach        | 9,114  | 18,6 | +2.1  |
|               | Libéral Démocrate    | Rosie Shimell        | 3,163  | 6,4  | -19.4 |
|               | Green                | Paul Jacobs          | 1,724  | 3,5  | N/A   |
|               | Indépendant          | Juliet Griffith      | 230    | 0,5  | N/A   |
|               | TUSC                 | Paul Couchman        | 228    | 0,5  | +0.1  |
| Majorité      | Majorité             | Majorité             | 14,152 | 28,8 | +7.6  |
| Participation | Participation        | Participation        |        | 68,9 | +1.8  |
|               | Conservateur retenir | Conservateur retenir | Swing  | N/A  |       |

| Parti         | Parti                                                      | Candidat             | Voix   | %    | ±     |
| ------------- | ---------------------------------------------------------- | -------------------- | ------ | ---- | ----- |
|               | Conservateur                                               | Kwasi Kwarteng       | 22,261 | 47,1 | -3.4  |
|               | Libéral Démocrate                                          | Mark Chapman         | 12,242 | 25,9 | +8.8  |
|               | Travailliste                                               | Adam Tyler-Moore     | 7,789  | 16,5 | -10.8 |
|               | UKIP                                                       | Christopher Browne   | 4,009  | 8,5  | +3.9  |
|               | Indépendant                                                | Ian Swinglehurst     | 314    | 0,7  | N/A   |
|               | Best of a Bad Bunch                                        | Rod Littlewood       | 244    | 0,5  | N/A   |
|               | TUSC                                                       | Paul Couchman        | 176    | 0,4  | N/A   |
|               | Campaign for Independent Politicians                       | John Gore            | 167    | 0,4  | N/A   |
|               | Independents Federation UK - Honesty, Integrity, Democracy | Grahame Leon-Smith   | 102    | 0,2  | N/A   |
| Majorité      | Majorité                                                   | Majorité             | 10,019 | 21,2 | -2.0  |
| Participation | Participation                                              | Participation        | 47,304 | 67,1 | +4.4  |
|               | Conservateur retenir                                       | Conservateur retenir | Swing  | N/A  |       |

1. 1 2  Two-party swing by custom is not calculated where the two poll-leading parties change

### Élections dans les années 2000
| Parti         | Parti                     | Candidat             | Voix   | %     | ±      |
| ------------- | ------------------------- | -------------------- | ------ | ----- | ------ |
|               | Conservateur              | David Wilshire       | 21,620 | 50,48 | +5.38  |
|               | Travailliste              | Keith Dibble         | 11,684 | 27,28 | −10.02 |
|               | Libéral Démocrate         | Simon James          | 7,318  | 17,09 | +2.36  |
|               | UKIP                      | Christopher Browne   | 1,968  | 4,60  | +1.73  |
|               | UK Community Issues Party | Caroline Schwark     | 239    | 0,6   | N/A    |
| Majorité      | Majorité                  | Majorité             | 9,936  | 23,20 | +15.40 |
| Participation | Participation             | Participation        | 42,829 | 62,75 | +1.94  |
|               | Conservateur retenir      | Conservateur retenir | Swing  | +7.7  |        |

| Parti         | Parti                | Candidat             | Voix   | %     | ±      |
| ------------- | -------------------- | -------------------- | ------ | ----- | ------ |
|               | Conservateur         | David Wilshire       | 18,851 | 45,10 | +0.21  |
|               | Travailliste         | Andrew Shaw          | 15,589 | 37,30 | −0.90  |
|               | Libéral Démocrate    | Martin Rimmer        | 6,156  | 14,73 | +1.59  |
|               | UKIP                 | Richard Squire       | 1,198  | 2,87  | +1.98  |
| Majorité      | Majorité             | Majorité             | 3,262  | 7,80  | +1.11  |
| Participation | Participation        | Participation        | 41,794 | 60,81 | −12.77 |
|               | Conservateur retenir | Conservateur retenir | Swing  | +0.6  |        |

### Élections dans les années 1990
| Parti         | Parti                | Candidat             | Voix   | %     | ±      |
| ------------- | -------------------- | -------------------- | ------ | ----- | ------ |
|               | Conservateur         | David Wilshire       | 23,306 | 44,89 | −13.66 |
|               | Travailliste         | Keith Dibble         | 19,833 | 38,20 | +15.26 |
|               | Libéral Démocrate    | Edward Glynn         | 6,821  | 13,14 | −3.37  |
|               | Référendum           | Barney Coleman       | 1,495  | 2,88  | N/A    |
|               | UKIP                 | John Fowler          | 462    | 0,89  | N/A    |
| Majorité      | Majorité             | Majorité             | 3,473  | 6,69  | −28.92 |
| Participation | Participation        | Participation        | 51,917 | 73,58 | −6.78  |
|               | Conservateur retenir | Conservateur retenir | Swing  | −14.5 |        |

| Parti         | Parti                | Candidat             | Voix   | %     | ±     |
| ------------- | -------------------- | -------------------- | ------ | ----- | ----- |
|               | Conservateur         | David Wilshire       | 32,627 | 58,55 | −1.46 |
|               | Travailliste         | Ann Leedham          | 12,784 | 22,94 | +5.87 |
|               | Libéral Démocrate    | Roger Roberts        | 9,702  | 16,51 | −6.41 |
|               | Green                | J Wassell            | 580    | 1,04  | N/A   |
|               | Monster Raving Loony | D Rea                | 338    | 0,61  | N/A   |
|               | Natural Law          | D Ellis              | 195    | 0,35  | N/A   |
| Majorité      | Majorité             | Majorité             | 19,843 | 35,61 | −1.48 |
| Participation | Participation        | Participation        | 55,726 | 80,36 | +6.28 |
|               | Conservateur retenir | Conservateur retenir | Swing  | −0.7  |       |

### Élections dans les années 1980
| Parti         | Parti                | Candidat             | Voix   | %     | ±      |
| ------------- | -------------------- | -------------------- | ------ | ----- | ------ |
|               | Conservateur         | David Wilshire       | 32,440 | 60,01 | +7.63  |
|               | Social Démocratique  | Mavis Cunningham     | 12,390 | 22,92 | −3.12  |
|               | Travailliste         | David Welfare        | 9,227  | 17,07 | +1.62  |
| Majorité      | Majorité             | Majorité             | 20,050 | 37,09 | +10.76 |
| Participation | Participation        | Participation        | 54,057 | 74,08 | +3.08  |
|               | Conservateur retenir | Conservateur retenir | Swing  | +5.57 |        |

| Parti         | Parti                    | Candidat             | Voix   | %     | ±      |
| ------------- | ------------------------ | -------------------- | ------ | ----- | ------ |
|               | Conservateur             | Humphrey Atkins      | 26,863 | 52,38 | −5.02  |
|               | Social Démocratique      | A.W. Layton          | 13,357 | 26,04 | +12.16 |
|               | Travailliste             | M.C. Rowlands        | 7,926  | 15,45 | −12.32 |
|               | Conservateur indépendant | Richard Adams        | 2,816  | 5,49  | N/A    |
|               | FTACMP                   | E.J. Butterfield     | 325    | 0,63  | N/A    |
| Majorité      | Majorité                 | Majorité             | 13,506 | 26,33 | −3.30  |
| Participation | Participation            | Participation        | 51,287 | 71,00 | -5.89  |
|               | Conservateur retenir     | Conservateur retenir | Swing  | N/A   |        |

### Élections dans les années 1970
| Parti         | Parti                | Candidat             | Voix   | %      | ±      |
| ------------- | -------------------- | -------------------- | ------ | ------ | ------ |
|               | Conservateur         | Humphrey Atkins      | 31,290 | 57,40  | +12.67 |
|               | Travailliste         | C.H. Dodwell         | 15,137 | 27,77  | -5.46  |
|               | Liberal              | Paul Winner          | 7,565  | 13,88  | -5.87  |
|               | National Front       | J. Sawyer            | 518    | 0,95   | -1.25  |
| Majorité      | Majorité             | Majorité             | 16,153 | 29,63  | +18.12 |
| Participation | Participation        | Participation        | 54,510 | 76,89  | +2.40  |
|               | Conservateur retenir | Conservateur retenir | Swing  | +10.02 |        |

| Parti         | Parti                | Candidat             | Voix   | %     | ±     |
| ------------- | -------------------- | -------------------- | ------ | ----- | ----- |
|               | Conservateur         | Humphrey Atkins      | 23,125 | 44,73 | +0.90 |
|               | Travailliste         | C.H. Dodwell         | 17,177 | 33,23 | +3.66 |
|               | Liberal              | Paul Winner          | 10,212 | 19,75 | -4.37 |
|               | National Front       | J.M. Clifton         | 1,180  | 2,28  | -0.20 |
| Majorité      | Majorité             | Majorité             | 5,948  | 11,50 | -2.74 |
| Participation | Participation        | Participation        | 51,694 | 74,49 | -7.64 |
|               | Conservateur retenir | Conservateur retenir | Swing  | -2.33 |       |

| Parti         | Parti                | Candidat             | Voix   | %     | ±      |
| ------------- | -------------------- | -------------------- | ------ | ----- | ------ |
|               | Conservateur         | Humphrey Atkins      | 24,772 | 43,83 | -10.38 |
|               | Travailliste         | J.H.W. Grant         | 16,713 | 29,57 | -6.69  |
|               | Liberal              | Paul Winner          | 13,632 | 24,12 | +14.59 |
|               | National Front       | E.J. Butterfield     | 1,399  | 2,48  | N/A    |
| Majorité      | Majorité             | Majorité             | 8,059  | 14,26 | -3.69  |
| Participation | Participation        | Participation        | 56,516 | 82,13 | +8.79  |
|               | Conservateur retenir | Conservateur retenir | Swing  | -0.21 |        |

| Parti         | Parti                | Candidat              | Voix   | %     | ±      |
| ------------- | -------------------- | --------------------- | ------ | ----- | ------ |
|               | Conservateur         | Humphrey Atkins       | 27,266 | 54,21 | +8.42  |
|               | Travailliste         | Patrick L. Cheney     | 18,239 | 36,26 | -4.46  |
|               | Liberal              | Ronald Henry Longland | 4,792  | 9,53  | -3.97  |
| Majorité      | Majorité             | Majorité              | 9,027  | 17,95 | +12.88 |
| Participation | Participation        | Participation         | 50,297 | 73,34 | -7.55  |
|               | Conservateur retenir | Conservateur retenir  | Swing  | +6.99 |        |

### Élections dans les années 1960
| Parti         | Parti                | Candidat             | Voix   | %     | ±     |
| ------------- | -------------------- | -------------------- | ------ | ----- | ----- |
|               | Conservateur         | Beresford Craddock   | 22,473 | 45,79 | -1.23 |
|               | Travailliste         | Ronald G Wallace     | 19,986 | 40,72 | +5.19 |
|               | Liberal              | Nesta Wyn Ellis      | 6,624  | 13,50 | -3.95 |
| Majorité      | Majorité             | Majorité             | 2,487  | 5,07  | -6.42 |
| Participation | Participation        | Participation        | 49,083 | 80,89 | +0.76 |
|               | Conservateur retenir | Conservateur retenir | Swing  | -4.03 |       |

| Parti         | Parti                | Candidat             | Voix   | %     | ±      |
| ------------- | -------------------- | -------------------- | ------ | ----- | ------ |
|               | Conservateur         | Beresford Craddock   | 22,230 | 47,02 | -12.54 |
|               | Travailliste         | Richard S Stokes     | 16,797 | 35,53 | -4.91  |
|               | Liberal              | Maurice J Hayes      | 8,252  | 17,45 | N/A    |
| Majorité      | Majorité             | Majorité             | 5,433  | 11,49 | -7.62  |
| Participation | Participation        | Participation        | 47,279 | 80,13 | -1.13  |
|               | Conservateur retenir | Conservateur retenir | Swing  | -2.60 |        |

### Élections dans les années 1950
| Parti         | Parti                | Candidat                | Voix   | %     | ±     |
| ------------- | -------------------- | ----------------------- | ------ | ----- | ----- |
|               | Conservateur         | Beresford Craddock      | 25,221 | 59,56 | +1.20 |
|               | Travailliste         | James Pirrie Carruthers | 17,128 | 40,44 | -1.20 |
| Majorité      | Majorité             | Majorité                | 8,093  | 19,12 | +2.41 |
| Participation | Participation        | Participation           | 42,349 | 81,26 | +3.53 |
|               | Conservateur retenir | Conservateur retenir    | Swing  | +1.20 |       |

| Parti         | Parti                | Candidat                | Voix   | %     | ±      |
| ------------- | -------------------- | ----------------------- | ------ | ----- | ------ |
|               | Conservateur         | Beresford Craddock      | 20,888 | 58,36 | +7.44  |
|               | Travailliste         | James Pirrie Carruthers | 14,906 | 41,64 | -7.44  |
| Majorité      | Majorité             | Majorité                | 5,982  | 16,71 | +15.87 |
| Participation | Participation        | Participation           | 35,794 | 77,73 | -6.21  |
|               | Conservateur retenir | Conservateur retenir    | Swing  | +7.44 |        |

| Parti         | Parti                | Candidat             | Voix   | %     | ±     |
| ------------- | -------------------- | -------------------- | ------ | ----- | ----- |
|               | Conservateur         | Beresford Craddock   | 31,031 | 50,92 | +5.29 |
|               | Travailliste         | Albert Hunter        | 29,908 | 49,08 | +3.51 |
| Majorité      | Majorité             | Majorité             | 1,123  | 1,84  | +1.79 |
| Participation | Participation        | Participation        | 60,939 | 83,94 | +2.17 |
|               | Conservateur retenir | Conservateur retenir | Swing  | +0.89 |       |

Boundary changes
| Parti         | Parti                                   | Candidat                                | Voix   | %     | ±      |
| ------------- | --------------------------------------- | --------------------------------------- | ------ | ----- | ------ |
|               | Conservateur                            | Beresford Craddock                      | 26,177 | 45,63 | +9.11  |
|               | Travailliste                            | Frederick Wilson Temple                 | 26,146 | 45,57 | -6.39  |
|               | Liberal                                 | Francis Joseph Halpin                   | 5,048  | 8,80  | -2.72  |
| Majorité      | Majorité                                | Majorité                                | 31     | 0,06  | N/A    |
| Participation | Participation                           | Participation                           | 57,371 | 81,77 | +11.48 |
|               | Conservateur vainqueur sur Travailliste | Conservateur vainqueur sur Travailliste | Swing  | +8.75 |        |

### Élections dans les années 1940
| Parti         | Parti                                   | Candidat                                | Voix   | %      | ±      |
| ------------- | --------------------------------------- | --------------------------------------- | ------ | ------ | ------ |
|               | Travailliste                            | George Pargiter                         | 28,064 | 51,96  | +20.32 |
|               | Conservateur                            | Ian Harvey                              | 19,725 | 36,52  | -31.84 |
|               | Liberal                                 | Henry Kerby                             | 6,222  | 11,52  | N/A    |
| Majorité      | Majorité                                | Majorité                                | 8,339  | 15,44  | N/A    |
| Participation | Participation                           | Participation                           | 54,011 | 70,29  | +12.33 |
|               | Travailliste vainqueur sur Conservateur | Travailliste vainqueur sur Conservateur | Swing  | -27.08 |        |

### Élections dans les années 1930
| Parti         | Parti                | Candidat               | Voix   | %      | ±      |
| ------------- | -------------------- | ---------------------- | ------ | ------ | ------ |
|               | Conservateur         | Reginald Blaker        | 30,153 | 68,36  | -10.37 |
|               | Travailliste         | Bernard Lytton-Bernard | 13,957 | 31,64  | +10.37 |
| Majorité      | Majorité             | Majorité               | 16,196 | 36,72  | -20.75 |
| Participation | Participation        | Participation          | 44,110 | 57,96  | -10.38 |
|               | Conservateur retenir | Conservateur retenir   | Swing  | -10.38 |        |

| Parti         | Parti                | Candidat                | Voix   | %      | ±      |
| ------------- | -------------------- | ----------------------- | ------ | ------ | ------ |
|               | Conservateur         | Reginald Blaker         | 34,115 | 78,73  | +29.37 |
|               | Travailliste         | Frederick Wilson Temple | 9,214  | 21,27  | -9.48  |
| Majorité      | Majorité             | Majorité                | 24,901 | 57,46  | +38.85 |
| Participation | Participation        | Participation           | 43,329 | 68,34  | -0.68  |
|               | Conservateur retenir | Conservateur retenir    | Swing  | +17.12 |        |

### Élections dans les années 1920
| Parti         | Parti             | Candidat                | Voix   | %     | ±      |
| ------------- | ----------------- | ----------------------- | ------ | ----- | ------ |
|               | Unioniste         | Philip Pilditch         | 19,177 | 49,36 | -20.01 |
|               | Travailliste      | Frederick Wilson Temple | 11,946 | 30,75 | +0.12  |
|               | Liberal           | William A.J. Hillier    | 7,727  | 19,89 | N/A    |
| Majorité      | Majorité          | Majorité                | 7,231  | 18,61 | -20.14 |
| Participation | Participation     | Participation           | 38,850 | 69,02 | +4.45  |
|               | Unioniste retenir | Unioniste retenir       | Swing  | -7.76 |        |

| Parti         | Parti                | Candidat                | Voix   | %     | ±      |
| ------------- | -------------------- | ----------------------- | ------ | ----- | ------ |
|               | Unioniste            | Philip Pilditch         | 17,650 | 69,37 | +2.96  |
|               | Travailliste         | Frederick Wilson Temple | 7,792  | 30,63 | -2.96  |
| Majorité      | Majorité             | Majorité                | 9,858  | 38,74 | +5.91  |
| Participation | Participation        | Participation           | 25,442 | 64,57 | +18.62 |
|               | Conservateur retenir | Conservateur retenir    | Swing  | +2.96 |        |

| Parti         | Parti             | Candidat          | Voix   | %     | ±     |
| ------------- | ----------------- | ----------------- | ------ | ----- | ----- |
|               | Unioniste         | Philip Pilditch   | 11,604 | 66,41 | +1.73 |
|               | Travailliste      | G.S. Cockrill     | 5,868  | 33,59 | -1.73 |
| Majorité      | Majorité          | Majorité          | 5,736  | 32,82 | +3.45 |
| Participation | Participation     | Participation     | 17,472 | 45,95 | -7.95 |
|               | Unioniste retenir | Unioniste retenir | Swing  | +1.73 |       |

| Parti         | Parti             | Candidat          | Voix   | %      | ±      |
| ------------- | ----------------- | ----------------- | ------ | ------ | ------ |
|               | Unioniste         | Philip Pilditch   | 12,849 | 64,68  | -13.04 |
|               | Travailliste      | Archibald Church  | 7,015  | 35,32  | +20.19 |
| Majorité      | Majorité          | Majorité          | 5,834  | 29,36  | -33.21 |
| Participation | Participation     | Participation     | 19,864 | 53,90  | +8.25  |
|               | Unioniste retenir | Unioniste retenir | Swing  | -19.02 |        |

### Élections dans les années 1910
| Parti                                                 | Parti                               | Candidat                  | Voix   | %     | ±   |
| ----------------------------------------------------- | ----------------------------------- | ------------------------- | ------ | ----- | --- |
| C                                                     | Unioniste                           | Philip Pilditch           | 12,423 | 77.72 | N/A |
|                                                       | Travailliste                        | Frank Ernest Horton       | 2,418  | 15,13 | N/A |
|                                                       | NFDDSS                              | Alexander William Leonard | 1,143  | 7,15  | N/A |
| Majorité                                              | Majorité                            | Majorité                  | 10,005 | 62,59 | N/A |
| Participation                                         | Participation                       | Participation             | 15,984 | 45,65 | N/A |
|                                                       | Unioniste vainqueur (nouveau siège) |                           |        |       |     |
| C candidat approuvé par le gouvernement de coalition. |                                     |                           |        |       |     |

## Sources
- Résultats élections, 2010 (BBC)
- Résultats élections, 2005 (BBC)
- Résultats élections, 1997 - 2001 (BBC)
- Résultats élections, 1997 - 2001 (Election Demon)
- Résultats élections, 1983 - 1992 (Election Demon)
- Résultats élections, 1992 - 2010 (Guardian)
- Résultats élections, 1945 - 1979 (Politics Resources)
- Boundaries of Parliamentary Constituencies 1885-1972, compiled and edited by F.W.S. Craig (Parliamentary Reference Publications 1972)
- Britain Votes 4: British Parliamentary Election Results 1983-1987, compiled and edited by F.W.S. Craig (Parliamentary Research Services 1988)
- Britain Votes 5: British Parliamentary Election Results 1988-1992, compiled and edited by Colin Rallings and Michael Thrasher (Parliamentary Research Services/Dartmouth Publishing 1993)
- British Parliamentary Election Results 1918-1949, compiled and edited by F.W.S. Craig (Macmillan Press, revised edition 1977)
- British Parliamentary Election Results 1950-1973, compiled and edited  by F.W.S. Craig (Parliamentary Research Services 1983).
- British Parliamentary Election Results 1974-1983, compiled and edited by F.W.S. Craig (Parliamentary Research Services 1984)
- Who's Who of British Members of Parliament, Volume III 1919-1945, edited by M. Stenton and S. Lees (Harvester Press 1979)
- Who's Who of British Members of Parliament, Volume IV 1945-1979, edited by M. Stenton and S. Lees (Harvester Press 1981)